# نجم قياسي
في علم الفلك، النجوم القياسية تشع بثبات النجوم الثابتة التي تعمل كمرجع للقياسات الفلكية والقياسات الضوئية، خاصة للسطوع الظاهر أو الطبقة الطيفية أو السرعة الشعاعية. يجب قياس النجم القياسي أو النجم العياري بدقة فيما يتعلق بقدر المشاهدة المعنية ويجب التأكد من استقراره من خلال المشاهدات والرصد طويلة المدى. تحدد العديد من النجوم القياسية نظامًا مرجعيًا لمثل هذه القياسات وتستخدم لمعايرة أدوات القياس.

## التطور التاريخي
يعتمد مقياس قدر النجوم على تصنيف Hipparchus من 1 إلى 6 فئة القدر، والتي تم تنقيحها بواسطة قانون لوغاريتمي في عام 1850. كان هذا المقياس الذي وضع في عام 1950 يشير إلى النجم القطبي، الذي يبلغ قدره 2.12  mag. كانت Vega أيضًا نجما مرجعيا بحكم الواقع، حيث كان سطوعها تم وضعه أن يكون 0.0 mag.
في عام 1922، عندما وجد أن Polaris متغير ضعيف، كان تسلسل القطب الدولي يحوي حوالي 50 من النجوم ذات الأقدار المختلفة وبعد ذلك توسع إلى 96  من النجوم.
اليوم يتم قياس سطوع النجوم عادة بمساعدة مستشعرات CCD وباستخدام أنظمة الترشيح التي يجب اختيارها حسب التطبيق، على سبيل المثال نظام UBV .

## نظام UBV
تم اختيار نقاط الصفر لنطاقات الترشيح المختلفة لنظام UBV الشائع الاستخدام بحيث تصبح مؤشرات اللون U − B و B- V لنجم A0V (لا يتأثر بالانقراض) صفرًا، أي تكون مقادير هذه النجوم في مناطق الترشيح الضوئي هذه متطابقة. (تُظهر النجوم من التصنيف A0V كثافة ثابتة نسبيًا على كامل المنطقة المرئية للطيف.) وفقًا لذلك، يتم استخدام سلسلة من نجوم A0V للمعايرة.
امتد نظام UBV في عام (1955) إلى نصف الكرة الجنوبي في الستينيات من القرن الماضي من خلال تعديل منطقة تلو الأخرى للنجوم البعيدة.

## المنشورات العلمية والمصادر
- H. Zimmermann ، A. Weigert: موسوعة علم الفلك ، أكاديمية الطيف. Verlag ، هايدلبرغ-برلين
- J. Bennett، M. Donahue، N. Schneider، M. Voith: Astronomy ، eds. هارالد ليش، 5. الطبعة، بيرسون-ستودينفيرلاغ، ميونيخ-بوسطن-هارلو-سيدني-مدريد 2010
- القياس الضوئي الكهروضوئي UBV للنجوم القياسية في السماء الجنوبية (J. Pfleiderer et al. 1966)